# Неформальне мистецтво в СРСР
Неформальне мистецтво в СРСР, андеграунд в образотворчому мистецтві — невизнане мистецтво в СРСР, котре ідеологи комуністичного режиму та компартія пов'язували з впливами ворожого західного мистецтва та вважали занепадницьким та шкідливим для радянських людей. Андеграунд в образотворчому мистецтві всіляко притісняли та обмежували цензурою та витісняли з мистецького публічного простору, знижували його авторитет, забороняли оприлюднювати в періодичних виданнях.

## Передісторія
Авангардні течії в мистецтві розпочалися задовго до більшовицького перевороту 1917 р. Західноєвропейські митці символізму, декадансу настільки насміливились експериментувати з формами і кольорами, що породили нову геуерацію митців, що вже були нестримними в руйнуванні застиглих, помертвілих форм академізму, однак разом з ним ігнорували та викидали геть і реалістичні та гуманістичні складові мистецтва минулих сторіч.
Швидкий пошук будь яких шляхів власного збагачення загалі притаманний капіталізму давно вже був перенесений і в образотворче мистецтво. Ошелешити глядачів і споживачів мистецтва, зупинити його незвичними формами чи кольорами, надуманими та незвичними образами. незрозумілою загадковістю без будь якої розгадки таємниць, стало головним завданням багатьох митців в Німеччині, в Іспанії, що важко виходили з політичної, економічної кризи та болісно шукали шляхів національної ідентичності, в тому числі і в мистецтві. Особливо значимі новітні, авангардні тенденції набули місця в мистецтві Франції (взагалі схильного до експериментів та ризикованих форм), хоча гострота економічних та психологічних проблем тут була меншою у порівнянні з Іспанією та Німеччиною. На початку 20 ст. народився феномен іспано-французького авангарду, що набув сили нової моди.
Комплекс проблем в образотворчому мистецтві мала і Італія після процесів 19 ст., котра лише накопичувала сили після процесів національного визволення від наполеонівського та Австрійського поневолення (Рісорджименто), об'єднання країни в єдину державу. Італія дещо запізніло була залучена до форм авангардизму.
Лише з роками і глядачі, і споживачі мистецтва притерпілися здонезвичностей митців декадентів, постімпресіоністів, символістів, адже вони запропонували низку шедеврів, ігнорувати котрі стало неможливим. Достатньо пригадати, скільки лайливих назв витримав Едуар Мане а потім імпресіоністи Франціїще за життя, що в декадентстві звинувачували Михайла Врубеля, хоча вони ще не втрачали гуманітарну складову свого живопису. Найпізніше визнання форм новітніх течій в мистецтві прийшло до музейників.
Західноєвропейське мистецтво на початку 20 ст. розкололось на низку течій. В тій же Німеччини в першій третині 20 ст. накопичили значну кількість авангардного живопису. Уряд фашиської Німеччини (незважаючи на все невизнання авангардного мистецта) успішно торгував ним на аукціонах. Згідно оприлюдненим даним на 2001 р. Всесвітнього єврейського конгресу тільки в Сполучені Штати перепродано творів аваргардного мистецтва на 2,5 млрд долярів у цінах на 1945 рік. Після поразки фашиських держав авангардне мистецтво попередніх років несподівано почали сприймати як антитоталітарне, що додало творам привабливості. Все це приписують нині і андеграунду в мистецтві СРСР, хоча там далеко не все цікаве, значиме чи може претендувати на категорію шедеврів.